# Wäldi
Wäldi é uma comuna da Suíça, no Cantão Turgóvia, com cerca de 955 habitantes. Estende-se por uma área de 12,21 km², de densidade populacional de 78 hab/km². Confina com as seguintes comunas: Ermatingen, Kemmental, Raperswilen, Tägerwilen, Wigoltingen.
A língua oficial nesta comuna é o Alemão.